# Вероник Жано
Веронѝк Жано̀ (на френски: Véronique Jannot) e френска филмова, театрална, телевизионна актриса и певица. 

## Биография
Дебютира в киното през 1972 г. с ролята на Изабел в тв сериала „Le jeune Fabre“. До началото на 2010 г. се и снимала общо в 41 филма и сериала. В България е известна с ролите си във филмите „Лекарят“ (1979), „Шарлот и Леа“ (1995), „Прошка“ (2004), и сериала „Далечен юг“ (1997). През 1983 г. записва заедно със Стефан Данаилов песента „Comment ça va“, с която участват в новогодишната програма на Българската телевизия „Съзвездия 83“.

## Избрана филмография
| Година | Филм    | Оригинално заглавие | Роля   | Режисьор          |
| ------ | ------- | ------------------- | ------ | ----------------- |
| 1979   | Лекарят | Le Toubib           | Армони | Пиер Грание-Дефер |